# Ubaldo Soddu
Ubaldo Soddu, italijanski general, * 1883, † 1949.